# إيفان كريستوفيرسن
إيفان كريستوفيرسن (بالنرويجية البوكمول: Ivan Kristoffersen)‏ هو رئيس تحرير صحيفة نرويجي، ولد في 21 يناير 1931 في ترومسو في النرويج، وتوفي بنفس المكان في 26 فبراير 2016.